# エルネスト・モンテーロ
エルネスト・モンテーロ・ビクンバ（Ernesto Montero Bicumba 、1998年4月17日 - ）は、赤道ギニア・マラボ出身のサッカー選手。リーガ・ナシオナル・デ・フトボル・カノ・スポルト・アカデミー所属。赤道ギニア代表。ポジションは、ディフェンダー（レフトバック）。

## 代表歴
2018年に赤道ギニア代表デビューを果たした。